# Mysterious (Naifuの曲)
「Mysterious」（ミステリアス）は、日本のロックバンド・Naifuの2作目のシングル。

## 概要
これまでのシングルの中では最大のヒット作で、第2回「レコ直♪新人杯」では第3位にランクインされた。本作を引っ提げ、TBS系「COUNT DOWN TV」に出演した。
リードボーカルは作詞者と同じである。以降全てのシングルでこの傾向が続いた。

## 収録曲
1. Mysterious
作詞:荒神直規 作曲･編曲:森下志音
2. I'm still on my way
作詞:山口篤 作曲･編曲:森下志音

## 参加ミュージシャン
- Naifu
  - 荒神直規：Vocal (#1)、Guitar (#1,2)
  - 山口篤：Drums (#1,2)、Vocal (#2)
  - 村上風麻：Bass (#1,2)
  - 森下志音：Guitar (#1,2)
- 宇徳敬子：Additional Background Vocals (#1)

## タイアップ
- よみうりテレビ系テレビアニメ『名探偵コナン』オープニングテーマ(#1)
- 童夢テレビコマーシャルソング(#2)

## 収録アルバム
- ONE (#1,2)
- THE BEST OF DETECTIVE CONAN 4 〜名探偵コナン テーマ曲集4〜 (#1)